# Robert Glutz-Blotzheim
Urs Robert Joseph Glutz von Blotzheim, ou Robert Glutz-Blotzheim, né le 30 janvier 1786 à Soleure et mort le 14 avril 1818 à Munich, est un historien, écrivain, bibliothécaire et journaliste suisse. Il est considéré comme un pionnier de la recherche historique basée sur des sources.

## Quelques œuvres
- Das gegenwärtige Interesse der Schweizer, 1806.
- Topographisch statistische Beschreibung des Cantons Solothurn, 1813.
- Die Schlacht bey Dornach 1499: Fragment aus einer Geschichte des Schwabenkrieges, 1813.
- Geschichte der Eidgenossen vom Tode des Bürgermeisters Waldmann bis zum ewigen Frieden mit Frankreich, 1816.
- Handbuch für Reisende in der Schweiz, 1818.
  - Nouveau manuel du voyageur en Suisse : contenant la description de tous les lieux remarquables de cette contrée, 1824 (traduction), 541 pages, lire en ligne